# 加利西亚和洛多梅里亚王国
加利西亞-洛多梅里亞王國，亦被稱為奧屬加利西亞或俗稱奧屬波蘭和奧屬烏克蘭，是哈布斯堡王室於東歐的加利西亞地區的皇室領地。領地的建立是源自於1772年奧地利第一次瓜分波蘭中由波蘭立陶宛聯邦所得的土地。1804年，王國伴隨著成為新成立奧地利帝國的一部分。從1867年起，它屬於奧匈帝國的內萊塔尼亞地區，亦即是奧匈二元君主國中屬奧地利部分的皇室領地。它保持一定程度的省級自治，直到1918年君主制解體之前，王國的地位都沒有改變。
此領地最初是由1772年從波蘭立陶宛聯邦分割出的西南部地區所組成。在接下來的時期，領土的範圍發生了幾次變化。1795年，哈布斯堡王朝參加了第三次瓜分波蘭併吞了更多波蘭人的領土，並將這個地區更名為「西加利西亞」，但在1809年奧地利丟失了這片地區。1846年，加利西亞-洛多梅里亞王國與克拉科夫大公國、奧斯維辛公國和扎托爾公國共同組成了一個新行政區劃「加利西亞和洛多梅里亞王國、克拉科夫大公國及奧斯維辛與扎托爾公國」，是奧地利皇帝官方頭銜的一部分。領地的邊界由於領土的擴張或收縮（1786年、1803年、1809年、1815年、1846年、1849年）而不斷變化。1849年之後，領地的邊界一直保持穩定，直至1918年  。
「加利西亞」這一個名稱是來自於加利奇公國的拉丁名，加利奇公國是中世紀基輔羅斯地區的主要地區諸侯國之一。至於「洛多梅里亞」則是十世紀由弗拉基米爾大帝所建立的城市弗拉基米爾斯拉夫名的拉丁化名字。「加利西亞-洛多梅里亞國王」的稱號是中世紀晚期的皇室頭銜，由匈牙利的安德烈二世在13世紀征服該地區期間所創造。從那時起，「加利西亞和洛多梅里亞國王」這一頭銜被列入匈牙利國王使用的許多禮儀頭銜中，從而為後來（1772年）哈布斯堡對此地的領土主張奠定了基礎。在加利西亞-沃里尼亞戰爭之後，該地區在14世紀被波蘭王國所吞併並一直在波蘭治下直至到18世紀被瓜分。
1918年隨著奧匈帝國的解體，王國領土由西烏克蘭人民共和國短暫繼承，隨著在1920年被波蘭吞併。1939年，蘇聯趁二戰佔領了大部分加利西亞地區，併入了烏克蘭蘇維埃社會主義共和國內。 1941年，蘇德戰爭爆發後又被納粹德國劃入波蘭總督府內。由於二戰後的領土劃分，加利西亞地區被一分為二，各自被劃分到波蘭和烏克蘭內。歷史上的加利西亞的核心地區包括現今西烏克蘭的利沃夫、捷爾諾波爾和伊萬諾-弗蘭科夫斯克等地。

## 名稱
- 德語：;
- 波蘭語：;
- 烏克蘭語：, transliterated: Korolivstvo Halychyny i Lodomeriï z velykym knyazivstvom Krakivskym i knyazivstvamy Osventsyma i Zatoru
- 匈牙利語：

## 歷史
加利西亞是奧地利於1772年第一次瓜分波蘭中所瓜分到的最大片土地。這片奧屬波蘭地區後來成為現今烏克蘭的一部分。這一地區歸屬奧地利之後隨即被命名為「加利西亞-洛多梅里亞王國」，以證明匈牙利人以往對此地的領土主張。可是在第三次瓜分波蘭後，大批波蘭人居住的西加利西亞（或新加利西亞）併入王國之內，這改變了「加利西亞」的地理概念。儘管王國東部地區的居民大部分均為烏克蘭人（或當時所認知的魯塞尼亞人），但是以波蘭貴族為主導的利沃夫（倫伯格）仍然成為了奧屬加利西亞的首都。除了居於全國各地的波蘭貴族和士紳階級，和居於東部的魯塞尼亞人之外，王國亦有一大批猶太人族群，主要居於國內的東部地區。
奧地利維也納政府統治加利西亞的首十年，政局相對穩定，由德意志人和德藉捷克人所組成的政府推行了多項重要改革。雖然政府聲稱，貴族階層的權利會得到保障，但實際上他們的權益仍然受到相當限制。農奴不再只是地主的財產，他們於法律上受到保障，而且得到一些個人自由，例如農奴可以無需地主准許自由結婚的權利。他們的工作義務獲明確規定和限制，他們能夠繞過地主向最高法院就地主違反工作權益尋求判決。魯塞尼亞人所信奉的東方禮天主教會，被更名為希臘禮天主教會，以讓它獲得與羅馬天主教會同等的地位; 當局亦讓教會建立神學院，最終更給予都主教區的地位。雖然不受貴族歡迎，但在波蘭人和烏克蘭/魯塞尼亞人的普通民眾之中，這些改革依然讓他們對皇帝存有好感，直至奧地利統治的末期為止。同一時間奧地利在加利西亞能夠獲得大量財富，亦能夠徵召大批農民階層加入軍隊為帝國服務。

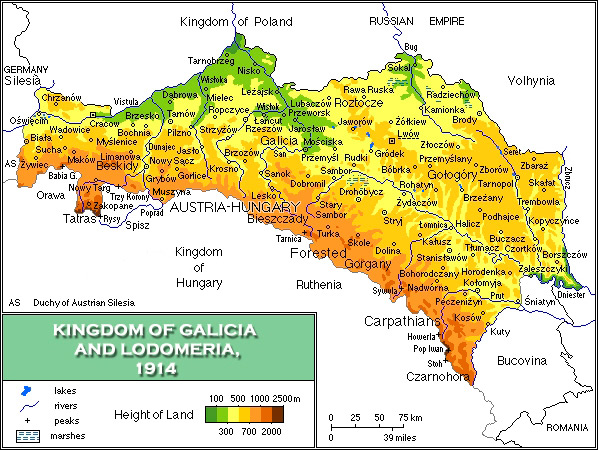
1846年-1918年的加利西亞王國

### 1815至1860年
1815年，根據維也納會議上所得的結果，波蘭的盧布林和鄰近地區（大部分的西加利西亞地區）將脫離奧地利而併入新建由沙皇管治的波蘭會議王國之內，而自1809年開始由俄國統治的捷爾諾波爾地區，包括南波多利亚歷史地區，亦重新回歸奧地利。原屬西加利西亞的大城市克拉科夫及其鄰近地區則建立克拉科夫自由市。
1820及1830年代維也納政府對加利西亞進行絕對統治，加利西亞當地的政府官員仍然充斥德意志人和德化捷克人，但他們的子女則大多已被波蘭化。1830至31年俄屬波蘭十一月起義期間，加利西亞有數千志願者參與。起義失敗後，有很多起義人士流亡到加利西亞。1830年代後期起，加利西亞發生一連串由波蘭人團體發動的起義運動，並於1846年的克拉科夫起義達至最高峰。但由於加利西亞廣大的農民階層仍然忠於奧地利皇帝，這次起義很容易就被奧地利成功鎮壓。這一連串的起義主要只是發生在加利西亞西部以波蘭居民為主的地區，而且屬於愛國人士、貴族、叛亂者和欠缺同情的農民階層之間的衝突。隨著這一連串起義均以失敗告終，結果於1846年，奧地利將前波蘭首都，當時作為自由市的克拉科夫併入加利西亞，由位處倫伯格的地方政府管轄。
同一時期，在加利西亞東部的魯塞尼亞人亦逐漸喚起他們的民族意識。當地希臘天主教神學院的學生，不斷受到歐洲各地的浪漫民族主義浪潮所影響，加上鄰近俄國治下烏克蘭東部的斯拉夫人的民族統一運動亦驅動他們成為一批活躍的民族意識分子，他們開始尋求自我的民族認同和民族文化。1837年，神父馬爾基揚·沙什凱維奇領導的民族主義組織「魯塞尼亞三人組」（Ruthenian Triad）出版了小冊子「德涅斯特河的女神」（The Nymph of the Dniester），刊載了魯塞尼亞的民族歌曲和以盧森尼亞方言所撰寫的資料。這本小冊子宣揚的民主主義引起了奧地利當局的注意，並下令當地政府和希臘禮天主教會都主教區禁止該小冊子的出版。
1848年，奧地利帝國各地包括首都維也納，均發生一連串大大小小的叛亂。動亂期間，在加利西亞政府所在地倫伯格，波蘭國民議會與魯塞尼亞最高會議先後成立。在維也納當局能有所應對之前，加利西亞總督弗朗茨·施塔迪昂就已經將剩餘的農奴釋放，嘗試用他們去對抗起義人士。而且當局亦利用兩族之間要求的矛盾來討價還價。波蘭人提出加利西亞自治的要求，魯塞尼亞人則要求獲得平等地位、及將整個加利西亞劃分為東部魯塞尼亞人和西部波蘭人地區。最終皇家軍隊炮轟了倫伯格市，並完全鎮壓了這次動亂。
隨後的一個十年加利西亞回歸到專制統治當中，但當局為了安撫波蘭人，亦任命了屬於東加利西亞貴族（即所謂的波多利安人）的保守派代表阿格諾爾·戈烏霍夫斯基伯爵為加利西亞總督。戈烏霍夫斯基上任後著手將本土的行政機構波蘭化，並設法擱置了魯塞尼亞人分割該省的想法。然而，他迫使希臘天主教會轉用西曆或公曆，而及在魯塞尼亞人中，以拉丁字母代替西里爾字母作為語言的嘗試卻徒勞無功。

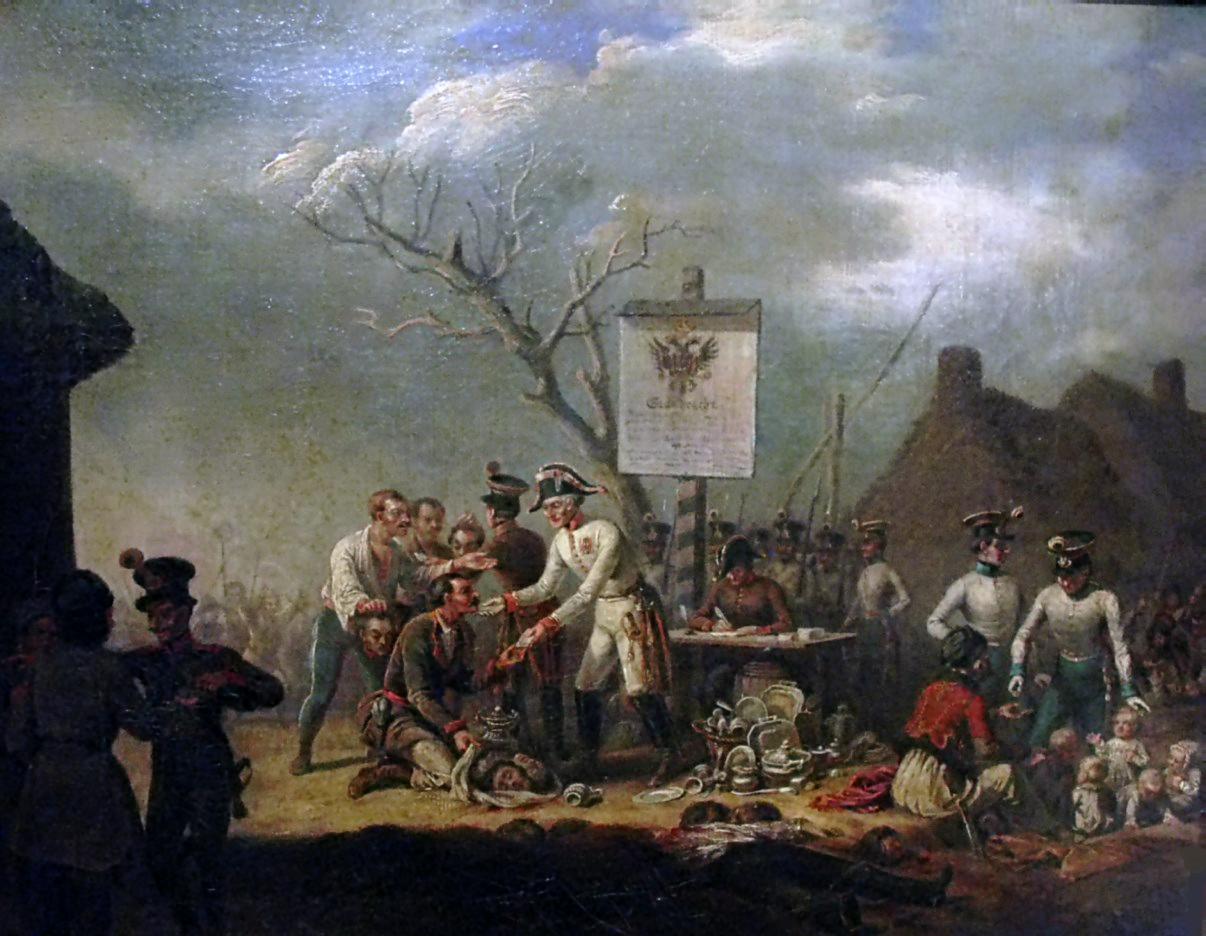
揚·萊維茨基(1795-1871)《加利西亞屠殺》

### 憲制試驗
隨著1859年奧軍在意大利的失利，奧地利帝國進入了憲制試驗時期。1860年，維也納政府在戈烏霍夫斯基伯爵的影響下頒布了《十月憲章》，設想將帝國改組成一個保守的聯邦。但是帝國內德語人口地區的抵抗最終導致了政府的更迭，而之後《二月制誥》的頒布沖淡了這次去中央化的舉措。儘管如此，1861年加利西亞仍被准許成立議會機關「加利西亞議會」。雖則議會成立起初，親哈布斯堡的烏克蘭人和波蘭農民代表在議會裏面佔相當比重（合共佔議會代表人數的約一半），並且有就緊迫的社會問題和烏克蘭問題進行討論，但是行政機關的壓力限制了烏克蘭人和波蘭農民代表的影響力，令加利西亞議會被波蘭貴族和紳士階級代表所控制，而這幫人更熱衷於向中央尋求更多的自治。同年俄屬波蘭地區爆發騷亂，並在一定程度上波及加利西亞，議會因而停止運作。
1863年，俄屬波蘭地區爆發公開騷亂，1864年至1865年間奧地利政府宣佈對加利西亞實行封鎖，公民自由的權利暫時中止。
1865年，有人再次提出推行之前戈烏霍夫斯基伯爵聯邦理念的路線，波蘭貴族與維也納政府之間關於加利西亞自治的談判再次開始。
與此同時，魯塞尼亞人卻感覺愈來愈被維也納政府遺棄，聚集在希臘禮聖喬治主教座堂的「老魯塞尼亞人」之間開始倒向親近俄羅斯。這種傾向中更極端的支持者被稱為「加利西亞親俄派」。同一時間，受烏克蘭東部作家塔拉斯·舒夫真高的烏克蘭語詩歌影響，加利西亞興起了一場親烏克蘭運動，有人開始以烏克蘭語/魯塞尼亞語出版文學作品，並最終建立了一連串的閱讀室網絡。這一派的支持者被稱為「民粹主義者」，後來被簡稱為「烏克蘭人」。然而，幾乎所有魯塞尼亞人仍然寄望於中央政府能夠承認該族的平等地位，並將加利西亞按照種族劃分行政區劃。

### 加利西亞的自治
1866年普奧戰爭薩多瓦會戰奧軍戰敗後，奧地利帝國內部的問題逐漸湧現，奧皇的威信下降。為了尋求力量支持皇權，奧皇法蘭茲·約瑟夫一世開始與匈牙利馬札爾貴族談判尋求妥協方案，以爭取他們的支持。政府內部部分官員，包括首相理查德·貝爾克雷迪伯爵，建議奧皇改與帝國內的所有民族作一個更廣泛的憲制妥協，讓國內所有民族將共同組成一個聯邦體系，而不是單單與匈牙利貴族一方進行談判。貝爾克雷迪擔心匈牙利在這次妥協後所增加的利益，日後會加劇奧匈與其他民族之間的矛盾。可是奧皇結果亦要屈服於匈牙利貴族的壓力之下，只與他們商討妥協方案，因為除了與奧地利組成二元帝國之外，匈牙利貴族並不會接受其他一切方案。
最終於1867年2月，所謂的「1867年奧匈折衷方案」出爐，原奧地利帝國將改組為奧匈帝國二元帝國。雖然將原帝國內波蘭民族與捷克民族地區納入聯邦體系的計劃失敗了，但是在奧地利治下的加利西亞，一個緩慢但穩定的自由主義化進程正在開始。波蘭上層社會的代表與知識階層要求皇帝給予加利西亞更大的自治權。他們的要求並沒有被全盤接受，但是在之後數年間奧地利當局作了一些重要的讓步，令加利西亞隨著自治的方向發展。

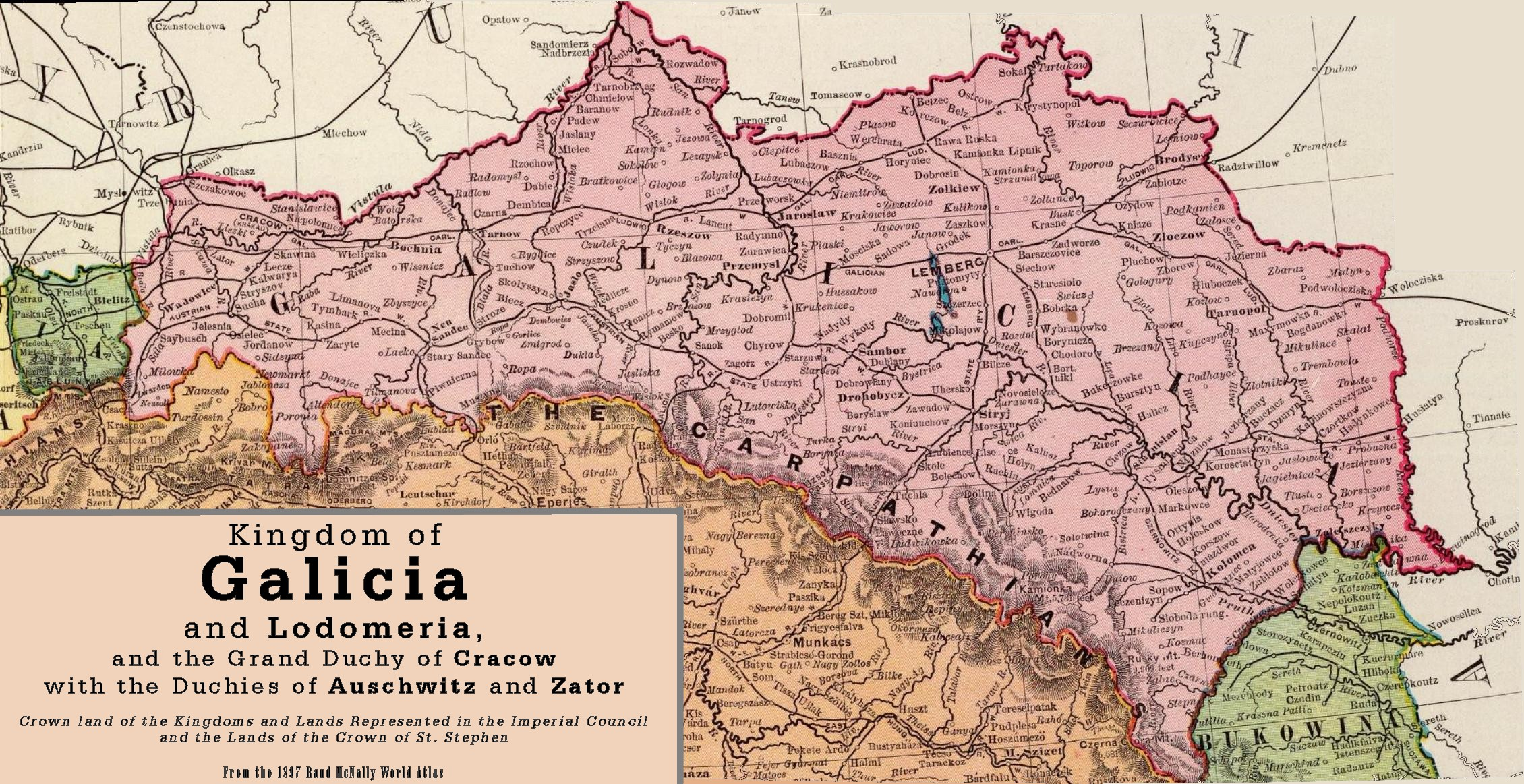
1897年的加利西亞

1873年起，加利西亞事實上已經成為奧匈帝國內由波蘭人自治的省份，而在某程度上，烏克蘭語或盧森尼亞語亦已成為加利西亞的官方語言。該區的德意志化進程已經終止，而審查制度亦已解除。加利西亞雖然在二元帝國中歸屬奧地利統治的一部分，但是加利西亞的議會及地方政府亦擁有很大的特權，特別是在教育、文化和本土議題方面。
這些改變受到很多波蘭的知識分子所歡迎。1869年於克拉科夫有一群年輕的波蘭保守派政客，包括約瑟夫·舒伊斯基、斯坦尼斯瓦夫·塔諾夫斯基、路德維克·沃季基等人，出版了一系列題為《斯坦奇克文集》的諷刺小冊子。波蘭人一月起義的悲劇結束後僅五年，他們就透過這些小冊子反過來自嘲其族民眾參與武裝起義的想法。更甚的是，他們建議與波蘭的敵人們，尤其是向奧地利帝國作出妥協，專注於自身的經濟增長，並接受維也納提供的政治讓步。這個政治團體後來被稱為斯坦奇克或克拉科夫保守黨。
東加利西亞保守的波蘭地主和被稱為「波多利安人」的貴族聯合起來，他們在加利西亞獲得了政治上的優勢，持續到1914年。這種從維也納中央政府到波蘭地主階級的權力轉移並沒有受到魯塞尼亞人的歡迎，他們更加明顯地被劃分為向俄羅斯尋求救贖的親俄主義者，以及強調他們與普通民眾的聯繫的烏克蘭人。
維也納政府和波蘭人都警覺到到這些親俄分子的叛國行為，一系列的政治審判最終使他們身敗名裂。與此同時，1890年，波蘭人與民粹主義派的魯塞尼亞人（或稱烏克蘭人）達成了一項協議，該協議見證了加利西亞東部學校系統的部分烏克蘭化，以及對烏克蘭文化的其他讓步。可能由於這項協議，烏克蘭語學生人數急劇增加。此後，烏克蘭民族運動在魯塞尼亞農民中迅速蔓延，儘管屢遭挫折，但到20世紀初，這一運動幾乎完全取代了其他魯塞尼亞人團體，成為與波蘭人爭奪權力的主要競爭對手。在此期間，烏克蘭人從未放棄過傳統魯塞尼亞人所爭取的民族平等，而及將該省劃分為西部波蘭人和東部烏克蘭人各佔一半的訴求。從1895年9月的選舉開始，加利西亞因其「血腥選舉」而聞名，因為奧地利總理卡西米爾·費利克斯·巴登伯爵著手操縱選舉結果，同時讓警察在投票站毆打那些沒有投票給政府的選民。

### 經濟移民潮
自1880年代開始，發生了加利西亞農奴的大規模移民潮。起初源於農奴向當時新統一而又經濟蓬勃的德國的季度性遷移，後來演變成農奴橫跨大西洋前往美國、巴西和加拿大的大規模遷移。
由於加利西亞落後的經濟條件，造成農村貧困普遍存在。移民潮於波蘭人居住的西加利西亞地區開始，情況並迅速蔓延到東部烏克蘭人居住的地區。波蘭人、烏克蘭人、猶太人和德國人都參加了這場由鄉民和農奴組成的大遷徒。波蘭人主要遷移到新英格蘭和美國中西部各州，但也遷移到巴西和其他地方；魯塞尼亞人/烏克蘭人則移民至巴西、加拿大和美國，另外有一批人集中由波多利亚南部移民至加拿大西部；而猶太人則通常直接移民，或間接經過奧匈帝國的其他地區移民到新大陸。1914年之前，前往加拿大的絕大多數烏克蘭人和波蘭人均來自加利西亞，或鄰近的帝國布科維納省。1847年、1849年、1855年、1865年、1876年和1889年，加利西亞都發生飢荒，導致數千人餓死，這加劇了人們於加利西亞繼續生活的絕望感，希望出走到新世界尋找更好生活的嚮往愈來愈強烈。加上1868年通過的加利西亞遺產法，農奴死後留下的土地會由農奴的所有兒子平均分配，這導致原本擁有大量土地的大農奴家庭被細拆成眾多小型的農奴個體戶，土地的拆分令到耕作變得毫無經濟效益。
合共有數十萬人參與了這次經濟大移民，移民的數量每年逐步增長，直至1914年第一次世界大戰爆發。戰爭爆發暫時停止了移民潮，但戰爭結束後移民的數量亦從未有恢復到之前的規模。當時的波蘭女詩人瑪麗亞·科諾普尼茨卡、烏克蘭作家伊萬·弗蘭科及眾多其他文人，於他們的文學作品中亦描述了這次大移民潮，特別是向巴西的經濟移民，當時更被稱為「巴西熱」。在巴西南部某些州分，有很大一部分人口是由這些魯塞尼亞人/烏克蘭移民的直系後裔所組成。
談到社會關係，特別是農奴與地主的關係，在一眾前波蘭立陶宛聯邦領土中，加利西亞是發展最為落後的地區。加利西亞的農民一直生活在飢荒的邊緣。這亦令波蘭農奴稱呼此地為「荒涼和飢餓的王國」。在俄國，沙皇亞歷山大二世在1870年代正式禁止農奴制，解放了全帝國的農奴，並且立法保護他們。但在加利西亞，富裕的波蘭商人階級和當地貴族可以任意壓迫農奴，甚至通過掠奪人口令其重新成為農奴，這種情況一直持續到第一次世界大戰開始。
1890年代的移民潮中，許多波蘭和烏克蘭的自由主義者將加利西亞視為「加利西亞皮埃蒙特」（或對應兩批人稱為「波蘭皮埃蒙特」和「烏克蘭皮埃蒙特」）。這些烏克蘭和波蘭民族主義者認為，意大利人是在皮埃蒙特開始了他們的民族統一運動，開展了從奧地利統治之下的民族解放，而他們兩國民族的解放則將會從加利西亞地區開始。
儘管從1880年到1914年有近七十五萬人移居大西洋，但加利西亞的人口在1869年到1910年間仍然增長了百分之四十五。

### 第一次世界大戰與波烏衝突
第一次世界大戰期間加利西亞成為了同盟國與俄國軍隊交鋒的重要戰場。1914年戰爭起初數個月俄軍於東方戰線節節勝利，接連擊敗奧匈軍隊，幾乎攻佔整個加利西亞。但是到了1915年春季至夏季期間，奧匈軍隊與德軍組成聯軍反攻，成功將俄軍趕出加利西亞。

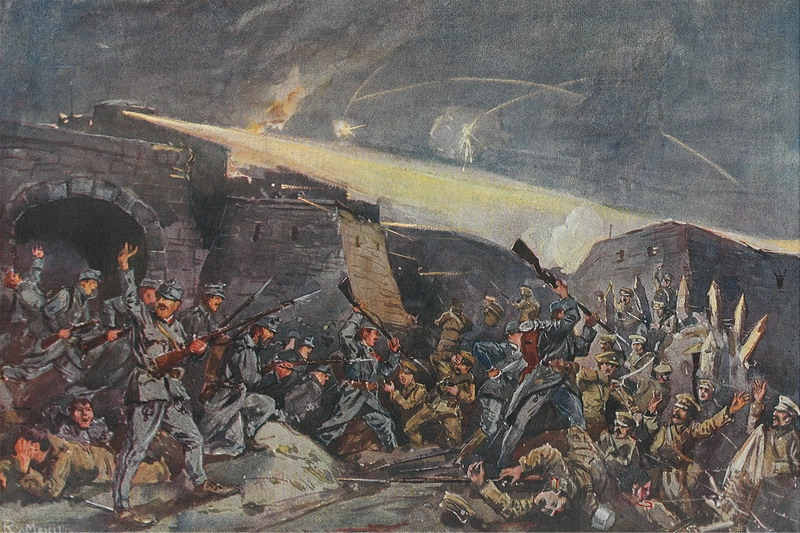
1915年普熱梅希爾圍城戰

1918年一戰結束後，西加利西亞透過兼併蘭克-薩森尼亞共和國而成為了重新復國的波蘭第二共和國的一部分。東加利西亞當地的烏克蘭民族宣佈獨立，建立所謂的「西烏克蘭人民共和國」。波蘇戰爭期間蘇聯曾經嘗試於東加利西亞建立傀儡政權「加利西亞蘇維埃社會主義共和國」，但中央政府於數個月後解體。最終波蘭再次重奪整個加利西亞。
1921年3月18日，里加和約的簽訂決定了加利西亞的命運，和約將整個加利西亞劃歸了波蘭第二共和國。雖然和約從未被一些烏克蘭人認為是合法的，但和約還是在1923年5月15日法國的大力支持下得到了國際的普遍承認。法國人支持波蘭擁有整個加利西亞的主權，而及在鮑里斯拉夫-德羅霍貝奇盆地蘊藏的石油資源。最終他們的行動得到了回報，華沙政府容許法國資金大力投資加利西亞的石油工業。波蘭人說服了法國人，他們聲稱一戰前只有不到百分之廿五的烏克蘭人識字，而且烏克蘭人在政府管理方面是新手，缺乏統治加利西亞的能力，只有他們波蘭人才可以管理好東加利西亞及其周邊地區，而及開發當區寶貴的石油資源。
戰後，前東加利西亞地區及鄰近的沃里尼亞地區的烏克蘭族一共佔了波蘭第二共和國總人口的百分之十二，成為波蘭最多人口的少數民族。由於波蘭對眾少數民族實施不友善政策，波蘭與烏克蘭族的關係日漸緊張，最終促成了烏克蘭民族主義者組織這個地下軍事組織的興起。

## 經濟

### 工業
1880年，加利西亞的工業仍然處於低水平。1857年加利西亞境內擁有102,189名工業人員，包括工廠老闆及其員工在內，只佔加利西亞總人口的百分之二點二。到1870年，這個數字上升到179,626人，佔總人口的3.3%。

## 資料來源
- Magocsi, Paul R. . Toronto: University of Toronto Press. 1983  [2022-10-24]. ISBN 9780802024824. （原始内容存档于2024-04-30）.
- Wolff, Larry. . Slavic Review. 2004, 63 (4): 818–840  [2022-10-24]. JSTOR 1520422. S2CID 155170075. doi:10.2307/1520422. （原始内容存档于2022-10-21）.
- Wolff, Larry. . Slavic Review. 2008, 67 (2): 277–300  [2022-10-24]. JSTOR 27652844. S2CID 164814456. doi:10.1017/S0037677900023536. （原始内容存档于2022-10-21）.
- Wolff, Larry. . Stanford: Stanford University Press. 2010. ISBN 9780804774291.

## 延伸閱讀
- Norman Davies Vanished Kingdoms: The History of Half-Forgotten Europe. Allen Lane. ISBN 978-1-84614-338-0
- Andrei S. Markovits and Frank E. Sysyn, eds., Nationbuilding and the Politics of Nationalism: Essays on Austrian Galicia (Cambridge, Mass.: Harvard University Press, 1982). Contains an important article by Piotr Wandycz on the Poles, and an equally important article by Ivan L. Rudnytsky on the Ukrainians.
- Christopher Hann and Paul Robert Magocsi, eds., Galicia: A Multicultured Land (Toronto: University of Toronto Press, 2005). A collection of articles by John Paul Himka, Yaroslav Hrytsak, Stanislaw Stepien, and others.
- Taylor, A. J. P., The Habsburg Monarchy 1809–1918, 1941, discusses Habsburg policy toward ethnic minorities.
- Alison Fleig Frank, Oil Empire: Visions of Prosperity in Austrian Galicia (Cambridge, MA: Harvard University Press, 2005). A new monograph on the history of the Galician oil industry in both the Austrian and European contexts.
- Drdacki, Moritz knight by Ostrow, the glad patents Galziens a contribution to customer of the Unterthanswesens, printed with J.P. Sollinger, Vienna, 1838, Reprint 1990, Scherer publishing house Berlin, ISBN 3-89433-024-4
- Kratter, F., letters over itzigen condition of Galicia a contribution to the Staatistik and knowledge of human nature, publishing house G. Ph. of usurer, Leipzig 1786, Reprint 1990, Scherer publishing house Berlin, ISBN 3-89433-001-5
- Mueller, Sepp, from the settlement to the resettlement, Wiss. contribution to history and regional studies of east Central Europe, hrsg. v. Joh. Gottfr. Herder Joh.-Gottfr.-Herder-Institut Marburg, NR. 54 Rohrer, Josef, remarks on a journey of the Turkish Graenze over the Bukowina by east and west Galicia, Schlesien and Maehren to Vienna, publishing house Anton Pichler, Vienna 1804, Reprint 1989, Scherer publishing house Berlin, ISBN 3-89433-010-4
- statistic Central Commission (Hrsg.), local repertory of the Kingdom of Galicia and Lodomerien with the Herzogthume Krakau, publishing house Carl Gerolds son, Vienna 1874, Reprint 1989, Scherer publishing house Berlin, ISBN 3-89433-015-5
- Stupnicki, Hipolit, the Kingdom of Galicia and Lodomerien sammt the Grossherzogthume Krakau and the Herzogthume Bukowina in geographical-historical-statistic relationship, printed with Peter Piller, Lviv 1853, Reprint 1989, Scherer publishing house Berlin, ISBN 3-89433-016-3
- Traunpaur, Alfons Heinrich Chevalier d'Orphanie, Dreyssig of letters over Galicia or observations of a[n] unpartheyischen man, Vienna 1787, Reprint 1990, Scherer publishing house Berlin, ISBN 3-89433-013-9

## 外部連結
- Flag of Galicia （页面存档备份，存于）